# Мстиславский детинец
Мстиславский детинец — не сохранившийся детинец древнерусского Мстиславля. Занимал возвышенность (ныне известную как Замковая гора) между глубокими оврагами на правом берегу реки Вихра. Детинец имел неправильно округлую в плане форму и охватывал площадь 1,5 га. По периметру был укреплён валом, а с севера омывался ручьём Здоровец. Въезд в детинец прослеживается археологами с южной стороны. С юга к детинцу примыкал так называемый окольный город, также окруженный валами и рвом.
Археологическое изучение Мстиславского детинца началось лишь в 1959 году. Раскопки вёл Л. В. Алексеев, который открыл мощность культурного слоя в детинце глубиной в 3,3 м. Древнейшие напластования датируются первой половиной XII века. Благодаря относительно хорошей сохранности дерева были обнаружены деревянные настилы улиц, а также огороженные частоколами дворы-усадьбы с жилыми и хозяйственными постройками. Судя по находкам древнерусской плинфы, в Мстиславле в конце XII — начале XIII веков существовала каменная церковь. Найдены многочисленные предметы быта этого времени. Позже на самом высоком месте детинца была выстроена восьмиугольная башня-донжон.
В XIV веке на месте древнерусского детинца был построен Мстиславский замок.

## Галерея

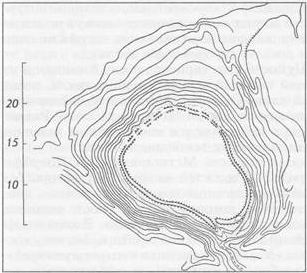
План Мстиславского детинца (Замковой горы)
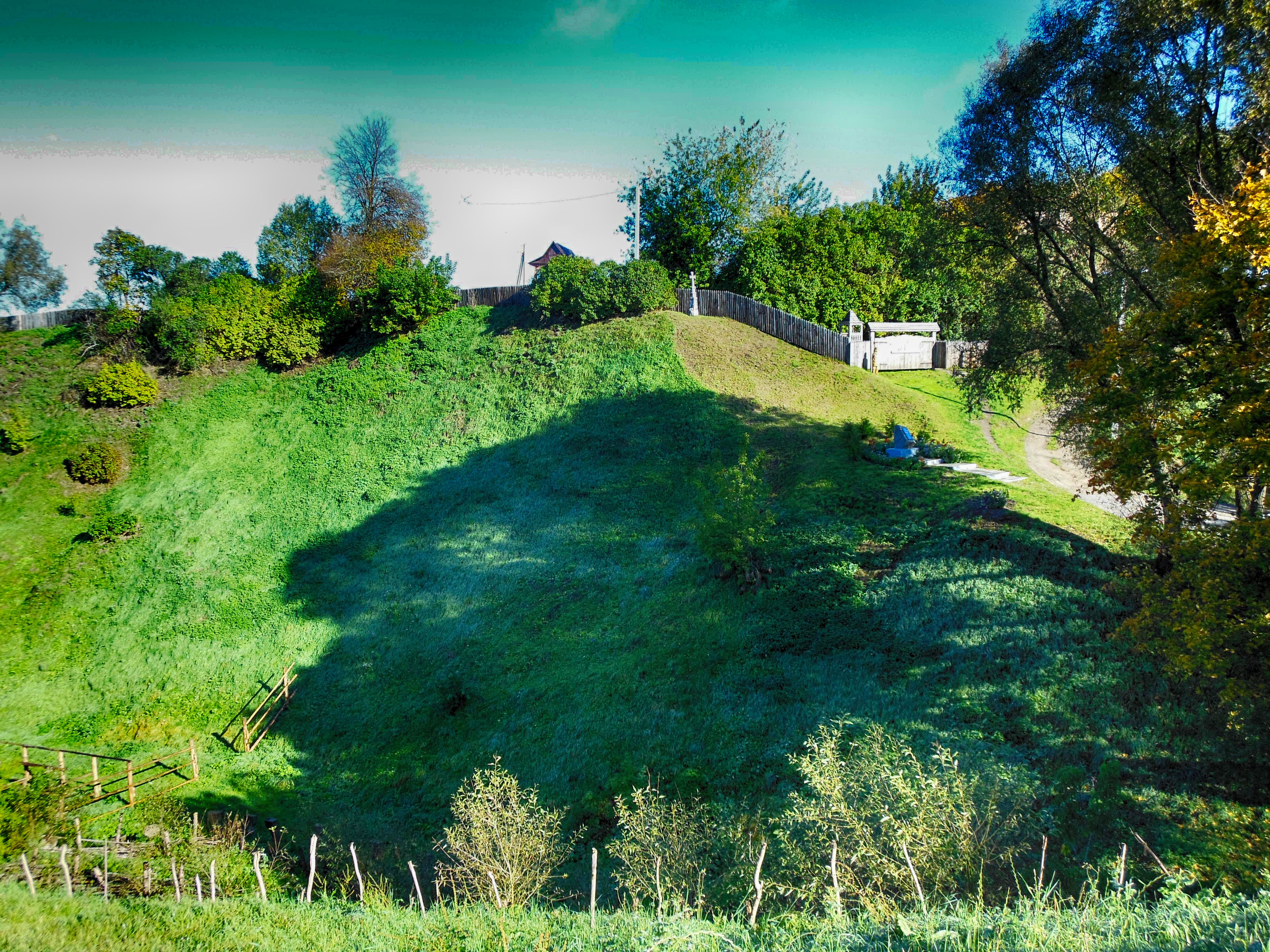
Замковая гора в Мстиславле
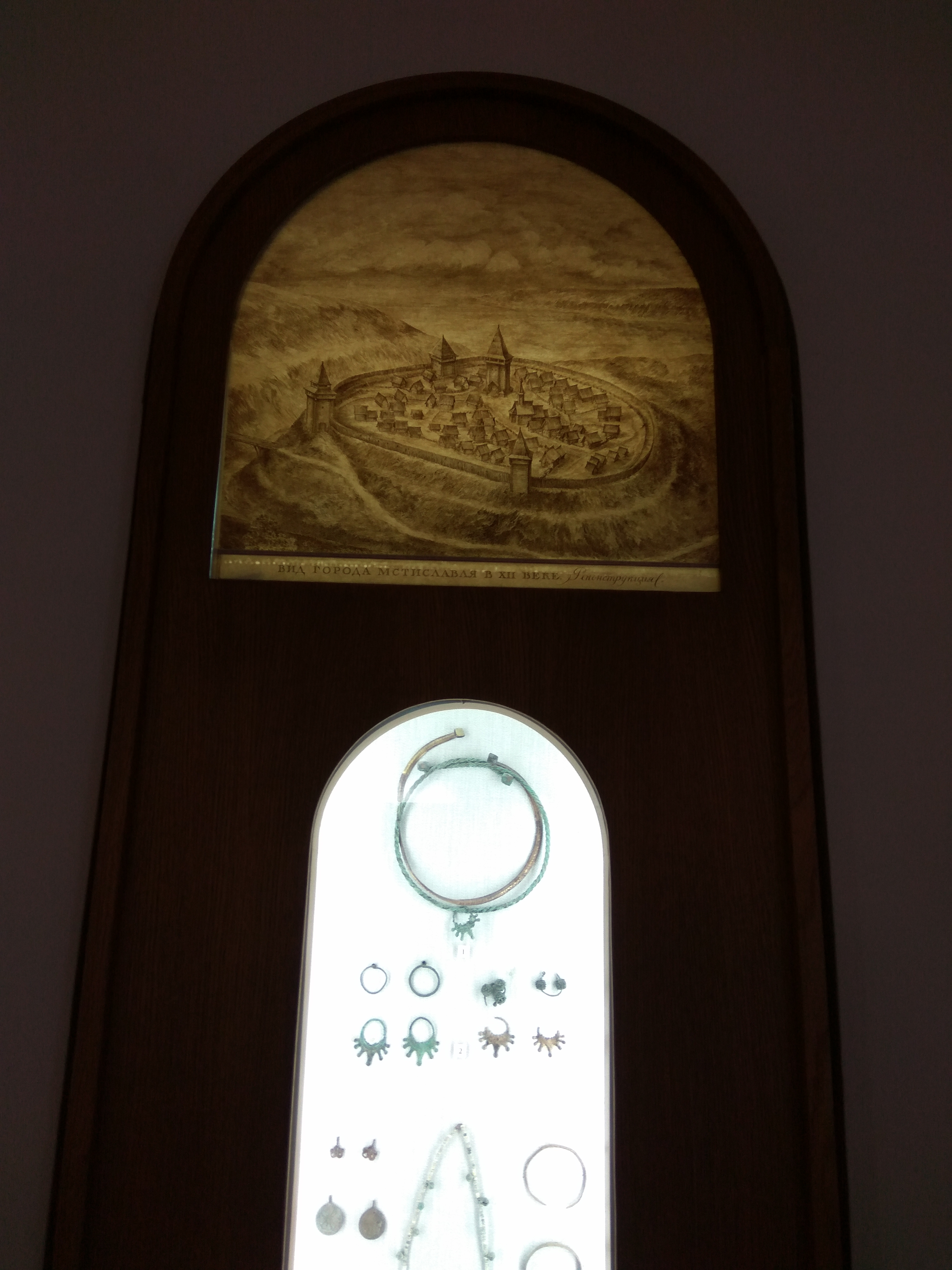
Вид Мстиславля в XII веке